# Tang Bin
Tang Bin (poenostavljena kitajščina: 唐宾; tradicionalna kitajščina: 唐賓; pinjin: Táng Bīn), kitajska veslačica, * 25. april 1986, Fengčeng, Liaoning, Ljudska republika Kitajska.
Tang Bin je za kitajski dvojni četverec nastopila na Poletnih olimpijskih igrah 2008 v Pekingu, kjer je kitajski čoln osvojil zlato medaljo. Prav tako je v tem čolnu osvojila zlato medaljo na svetovnem prvenstvu in svetovnem pokalu 2007.